# Davina Philtjens
Davina Philtjens, née le 26 février 1989 à Hasselt en Belgique, est une footballeuse internationale belge, qui joue au poste d'arrière gauche à l'US Sassuolo.

## Biographie
Davina Philtjens commence sa carrière professionnelle au Patro Maasmechelen et au Hewian Girls Lanaken. En 2005, elle rejoint le KVK Tirlemont avec lequel elle remporte la Coupe de Belgique et le championnat de Belgique de division 1.
La saison suivante, elle signe au Standard de Liège où elle se stabilise au poste de latérale et gagne le championnat de Belgique à sept reprises, deux Coupes de Belgique, ainsi qu'un Championnat de Belgique et des Pays-Bas de football féminin.
Elle quitte ensuite le Standard pour signer à l'Ajax Amsterdam. Elle y réalise le doublé championnat-Coupe deux fois de suite.
Après deux saisons passées aux Pays-Bas, elle est transférée en Italie, à la Fiorentina. En 2020, elle signe à Sassuolo.
Le 20 juin 2022, elle est sélectionnée par Ives Serneels pour disputer l'Euro 2022. Elle participe ainsi pour la deuxième fois au tournoi après avoir fait partie de l'effectif pour l'Euro 2017.
Le 6 février 2023, la Belge est sélectionnée par Ives Serneels pour disputer la Arnold Clark Cup 2023. Il s'agit d'un tournoi de football féminin sur invitation organisé par la Fédération anglaise de football.

## Palmarès

### En clubs
- KVK Tirlemont
  - Championnat de Belgique (1) : 2008
  - Coupe de Belgique (1) : 2008

- Standard de Liège
  - Championnat de Belgique et des Pays-Bas (1) : 2015
  - Championnat de Belgique (7) :  2009, 2011, 2012, 2013, 2014, 2015, 2016
  - Coupe de Belgique (2) : 2012, 2014
  - Super Coupe de Belgique (2) : 2009, 2012
  - BeNe SuperCup (1) : 2012

- Ajax Amsterdam
  - Championnat des Pays-Bas (2) : 2017, 2018
  - Coupe des Pays-Bas (2) : 2017, 2018

- ACF Fiorentina
  - Super Coupe d'Italie (1) : 2018

### En équipe nationale
- Pinatar Cup (1) : 2022

### Bilan
- 21 titres